# エルターライン
エルターライン（ドイツ語: Elterlein、ドイツ語発音: [ˈɛltɐlaɪ̯n] ( 音声ファイル)）は、ドイツのザクセン州エールツゲビルク郡にある町。郡都アンナベルク゠ブーフホルツの西10キロメートルのエルツ山地に位置する。エルターライン、ヘルマンスドルフ (Hermannsdorf) 、シュヴァルツバッハ (Schwarzbach) の3つの地区からなる。
1952年から1990年までの東ドイツ時代には、カール＝マルクス＝シュタット県に所属していた。

## ゆかりの人物
- ヴォルフガング・ウーレ（1512年 - 1594年） ルーテル派の牧師